# Economía de Quebec

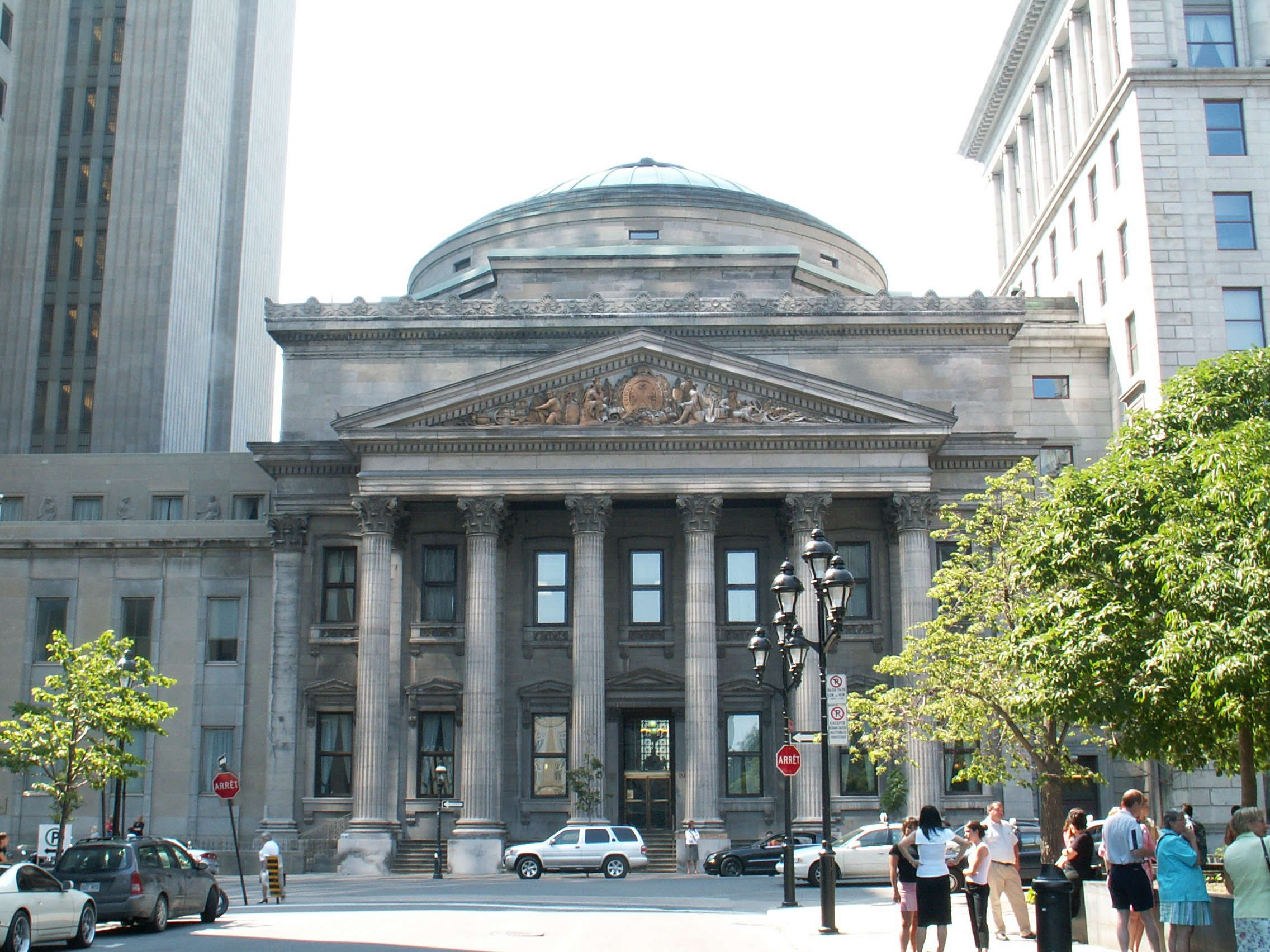
Banco de Quebec visto desde la entrada

La provincia de Quebec tiene una economía avanzada, alimentada por abundantes recursos naturales, una infraestructura bien desarrollada y una mediana productividad. Su PIB nominal en 2010 fue de 303.747 millones de dólares canadienses, convirtiéndose así en la segunda economía más fuerte de Canadá. No obstante, su PIB per cápita en 2009 fue de USD$ 32.408, semejante al de países como Japón, Italia y España, pero inferior a la media canadiense de USD$ 37.830 per cápita ese año. Por sí solo es la 37 economía más grande del mundo y la 21 entre los países de la OCDE. Ocupa las posiciones 16 y 17 en las tasas de desempleo y PIB per cápita del mundo, respectivamente.

## Agricultura
La combinación de suelos fértiles y cultivables con climas relativamente cálidos, hacen de los suelos quebequeses los más prolíficos de Canadá. La zona agrícola por excelencia es el valle del río San Lorenzo, que produce productos lácteos, frutas, verduras, foie gras, jarabe de arce (productos de los cuales Quebec es uno de los mayores productores del mundo), peces y ganado.

## Silvicultura
Al norte del valle del río San Lorenzo, el territorio de Quebec cuenta con importantes recursos, especialmente bosques de coníferas, lagos y ríos. La industria maderera produce pulpa, papel y madera.
Las industrias de celulosa y papel generan los envíos anuales por valor de más de $ 18 mil millones. La industria de productos forestales ocupa el segundo lugar en las exportaciones, con envíos por valor de casi $ 11 mil millones. También es el principal, y en algunos casos única, fuente de actividad económica manufacturera en más de 250 municipios de la provincia.
Quebec tiene amplios recursos forestales renovables que se extiende sobre una superficie de casi 760.000 kilómetros cuadrados y la generación anual de 55 millones de metros cúbicos de madera.

## Minería
La industria de la minería representa aproximadamente el 6,3% del PIB de Quebec. Se emplea aproximadamente a 50.000 personas de 158 empresas diferentes. Quebec es uno de los diez mayores productores de minerales en el mundo.
Aproximadamente un 30% de los minerales extraídos en Canadá proceden de Quebec. Los minerales con mayor producción en 2010 fueron, en este orden: hierro, oro, níquel, titanio, niobio, zinc, cobre, plata y piedra. Otros minerales menos importantes son el zirconio, cobalto, cadmio, amianto, uranio, titanio, tantalio y vanadio.
En 2010, la provincia fue el mayor productor de zinc en Canadá y el segundo mayor productor de oro y hierro. Es también el segundo mayor productor de niobio y produce un tercio del dióxido de titanio de Canadá.
Quebec cuenta con 27 minas, alrededor de 200 empresas de exploración, y 12 plantas de procesamiento primario. En 2010, el valor de los envíos de minerales de la provincia fue de aproximadamente $ 6,8 mil millones. La industria minera representa 15.000 puestos de trabajo directos y la inversión de más de $ 2 mil millones.

## Industria
Quebec también es un jugador importante en varias de las principales industrias de punta incluyendo la aeroespacial, tecnologías de la información, software y multimedia. Montreal, una ciudad de Quebec, es considerada potencia en investigación de inteligencia artificial. Aproximadamente el 60% de la producción de la industria aeroespacial canadiense es de Quebec, donde las ventas ascendieron a 12.4 mil millones de dólares canadienses en 2009. Quebec es uno de los líderes norteamericanos en alta tecnología. Este amplio sector abarca aproximadamente 7.300 empresas y emplean a más de 145.000 personas. Importantes empresas, tanto compañías canadienses como de otros países poseen oficinas en Quebec, como Microsoft, Google, IBM, Air Canadá, etc. 
La provincia también es la sede central de los reconocidos desarrolladores de videojuegos Ubisoft Montreal y Ubisoft Quebec, que conjuntamente emplean a más de 4.500 personas, conocidos por exitosas franquicias como Assassin's Creed.

### Aeroespacial
Desde 1956, Quebec se ha establecido como un pionero de la industria aeroespacial moderna. En la actualidad cuenta con más de 260 empresas que emplean a cerca de 43.000 personas. Aproximadamente el 62% de la industria aeroespacial canadiense se concentra en Quebec.

### Industria maderera
Las industrias de celulosa y papel generan los envíos anuales por valor de más de $ 14 millones de dólares. La industria de productos forestales ocupa el segundo lugar en las exportaciones, con envíos por valor de casi $ 11 mil millones. Recientemente, esta actividad ha disminuido en los últimos años debido a las constantes disputas por el subsidio federal que tiene la exportación de madera blanda hacia Estados Unidos. Esta industria emplea a 68.000 personas en varias regiones de Quebec. Este sector representa el 3,1% del PIB de Quebec.

### Industria alimentaria
La industria agroalimentaria juega un papel importante en la economía de Quebec. Representa el 8% del PIB de Quebec y genera $ 19,2 mil millones. Esta industria genera 487.000 puestos de trabajo en la agricultura, la pesca, la fabricación de alimentos, bebidas y tabaco y la distribución de alimentos.

### Industria óptica
En 2004, unos 8.000 personas estaban empleadas en las industrias óptica y fotónica. La investigación relacionada con los trabajos se concentran principalmente en los siete centros de investigación a las afueras de la Ciudad de Quebec, mientras que las operaciones de producción de lentes se encuentran principalmente en el área metropolitana de Montreal. Quebec cuenta con unos 20 negocios dedicados al láser, fibra óptica, procesamiento de imágenes, y otros sectores afines.

### Biotecnología
Quebec tiene alrededor de 130 empresas que emplean a 4.700 personas en la industria de la biotecnología. Algunas de las empresas con instalaciones incluyen Pfizer, Novartis y Merck-Frosst

### Salud
Con 381 empresas y 24.550 empleados en la investigación farmacéutica y desarrollo, fabricación, y sectores relacionados, la industria de la salud de Quebec es uno de los estímulos económicos más importantes de la provincia. Con la presencia de multinacionales tales como Merck, Johnson & Johnson, Pfizer, Aventis y Bristol-Myers Squibb, Montreal ocupa el octavo lugar en América del Norte por el número de empleos en el sector farmacéutico.

### Hidroelectricidad
Quebec es el líder indiscutible en la producción de energía hidroeléctrica de todo Canadá. El Gobierno de Quebec es el único accionista de Hydro-Québec, que es el mayor productor mundial de energía hidroeléctrica y emplea a 46.000 personas. Hydro-Québec no sólo genera y distribuye electricidad, sino que también tiene activos de investigación en campos relacionados con la energía solar, geotérmica, eólica, mareomotriz y nuclear.

## Comercio exterior
En 2008, las exportaciones de Quebec ascendieron a 157.3 mil millones de dólares canadienses, o mejor dicho, el 51,8% de su PIB. En contraste, un 60,4% de las exportaciones fueron internacionales, mientras que las interprovinciales tan solo fue del 39,6%. Sus principales clientes fueron: Estados Unidos (72,2%), Europa (14,4%), Asia (5,1%) Oriente Medio (2,7%), Centroamérica (2,3%), América del Sur (1,9%), África (0, 8%) y Oceanía (0,7%). 
Por otro lado, las importaciones de Quebec fueron de C $ 178.0 millones de dólares en bienes y servicios, el 58,6% del PIB. Las importaciones internacionales ascendieron hasta el 62,9% del total en comparación con el 37,1% de las importaciones interprovinciales. Sus principales proveedores fueron: Estados Unidos (31,1%), Europa (28,7%), Asia (17,1%), África (11,7%), América del Sur (4,5%), Centroamérica (3,7%) , Oriente Medio (1,3%) y Oceanía (0,7%).
Actualmente y siguiendo las pautas de TLC y la OMC, Quebec, está aumentando su capacidad de competir a nivel internacional. A raíz de estos acuerdos, las relaciones comerciales con otros países se incrementaron. Como resultado de ello, Quebec ha visto aumentar significativamente sus exportaciones. La fortaleza del comercio internacional ha contribuido en la reducción de la tasa de desempleo en la provincia
En 2010, las exportaciones de Quebec disminuyó en un 0,6% en comparación con años anteriores. Las exportaciones a los Estados Unidos se han mantenido bastante estables, mientras que los de Europa aumentaron un 46,3% y las ventas a Asia cayeron un 12,8%. La tasa de desempleo actual en Quebec es de alrededor de 7%.
Varias compañías importantes radicadas en Quebec han experimentado un boom al entrar a competir en el mercado internacional: los productores de pulpa de papel Cascades & AbitibiBowater, el productor de leche Agropur, la manufacturera de transportes Bombardier, la empresa de tecnología de la información CGI, el Cirque du Soleil, las tiendas Couche-Tard, la GardaWorld (empresa de seguridad), el distribuidor de energía Gaz Métro, la firma de marketing Cossette Communication Group, la empresa de telecomunicaciones Quebecor, la firma de contabilidad Raymond Chabot Grant Thornton, el imperio Saputo y Vachon bakery, el grupo de ingeniería y construcción SNC- Lavalin, entre otras.

## Turismo
En 2003, el turismo relacionado con los gastos ascendieron a C $ 7,3 mil millones. Unos 27,5 millones de viajes se hicieron en Quebec, el 76% de las cuales fueron hechas por los mismos habitantes de la provincia, el 13% de otros canadienses, el 8% de los Estados Unidos y el 3% de otros países. Casi 330.000 personas están empleadas en el sector del turismo, trabajando en más de 34.000 empresas. Quebec está en la lista entre los 20 mejores destinos turísticos del mundo, y la ciudad de Quebec es la única ciudad fortificada en América del Norte al norte de México.